# Don Elliott
Don Elliott, född 21 oktober 1926 i Somerville, New Jersey, död 5 juli 1984 i Weston, Connecticut, var en amerikansk jazztrumpetare. Hans album Calypso Jazz är känt för blandningen av calypso och jazz.
Elliott studerade vid University of Miami. Han spelade med Terry Gibbs och Buddy Rich innan han startade sin egen orkester.